# Big Fun (gruppo musicale)
I Big Fun sono stati una boy band britannica.

## Storia
Dopo aver fatto parte dei Seventh Avenue, Jason John, Mark Gillespie e Phil Creswick fondano i Big Fun nel 1989, alias con cui iniziano a registrare alcuni brani al fianco di Marshall Jefferson. Dopo averli scoperti, il trio di produttori Stock, Aitken & Waterman decide di collaborare alla realizzazione del loro unico album A Pocketful of Dreams (1990), contenente numerosi singoli di successo fra cui una cover di Blame It on the Boogie dei Jackson 5. Dopo aver inciso You've Got a Friend (1990), una collaborazione con la cantante britannica Sonia, Creswick e Gillespie pubblicano Stomp! (1993), un brano attribuito a Big Fun II che ottiene buoni riscontri nelle classifiche statunitensi. Il gruppo si è sciolto nel 1993.
In seguito al loro scioglimento, Creswick ha collaborato con Vince Clarke nei Family Fantastic, mentre John è divenuto manager musicale di artisti quali Geri Halliwell e i Blue.

## Discografia

### Album
- 1990 - A Pocketful of Dreams

### Singoli
- 1989 - Living for Your Love
- 1989 - I Feel the Earth Move
- 1989 - Blame It on the Boogie
- 1989 - Can't Shake the Feeling
- 1990 - Handful of Promises
- 1990 - You've Got a Friend (con Sonia)
- 1990 - Hey There Lonely Girl
- 1994 - Stomp! (come Big Fun II)

### Video
- 1990 - A Pocketful of Dreams - The Video Hits